# Кина, Моника
Мо́ника Ки́на (англ. Monica C. Keena; род. 28 мая 1979 года, Бруклин, Нью-Йорк, США) — американская актриса, наиболее известная ролью Эбби Морган в молодёжном сериале «Бухта Доусона» и Рэйчел Линдквист в непродолжительном комедийном проекте «Неопределившиеся» телеканала HBO.

## Биография

### Ранние годы
Моника родилась в Бруклине (Нью-Йорк). Её мать, Мэри Кина, была медсестрой, а отец, Уильям Кина — менеджером по продажам. Росла она вместе со старшей сестрой Самантой. С детства девочка посещала Школу Святой Анны — прогрессивное частное заведение в Бруклин-Хайтс. В тринадцать лет Моника прошла прослушивание в Старшую Школу Исполнительских Искусств Ле Гардиа. С одинаковым усердием она изучала как драму, так и вокальное мастерство, несмотря на то, что выбрала в качестве профильной специальности драму. Именно в период учёбы началась успешная карьера актрисы.

### Карьера
Свою первую роль она сыграла в малобюджетном студенческом короткометражном фильме «Пылающая любовь». Следом Кина сыграла роль Берты в сценической постановке Отец Стриндберга с Аль Пачино и получила свою первую главную роль — Белоснежки в картине по мотивам классической сказки Белоснежка: Страшная сказка (Snow White: A Tale of Terror; роль злобной королевы в этом фильме сыграла сама Сигурни Уивер). Моника участвовала в ряде кинематографических и телевизионных проектов, в том числе в картине Первая дочь (First daughter) канала TBS и в продемонстрированном на кинофестивале «Сандэнс» фильме Преступление и наказание по-американски (Crime and Punishment in Suburbia).

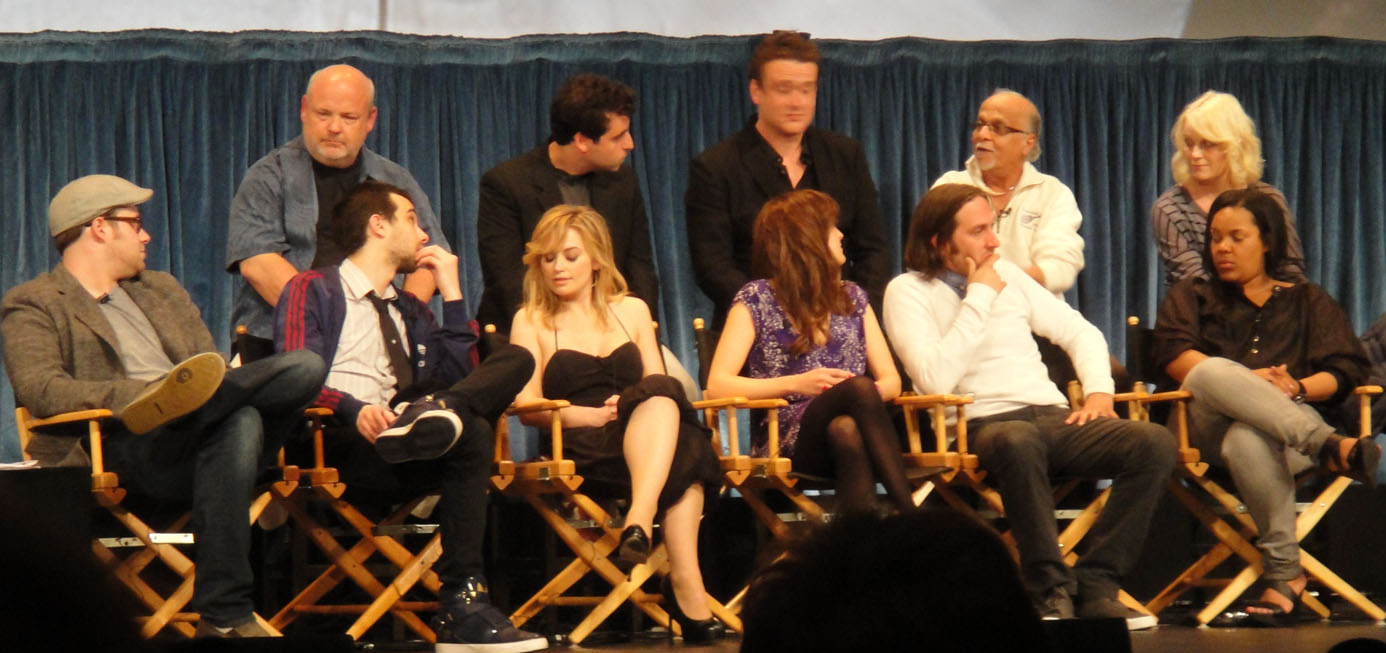
Моника Кина в актёрском составе комедийного сериала Неопределившиеся на PaleyFest

Следом была роль в Пока ты спал (While you were sleeping) с Сандрой Буллок, Потомки обезьян (Simian Line) с Гарри Конником-младшим и Линн Редгрейв и Плохие девчонки из высокой долины (Bad Girls From Valley High) с Джули Бенц и Джонатаном Брэндисом (это была его последняя роль перед его смертью в 2003-м; сам фильм вышел в свет только в 2005-м, сразу на DVD). В 2003-м Моника сыграла Лори Кэмпбелл в Фредди против Джейсона (Freddy vs Jason). В 2006-м ей досталась роль Селии в фильме ужасов Забытая во тьме (Left in Darkness).
В классическом подростковом сериале Бухта Доусона (Dawson’s Creek) у актрисы была постоянная роль Эбби Морган; в недолговечном сериале Неопределившиеся она сыграла главную роль — студентку колледжа Рэйчел. Были у Кины эпизодические роли во многих других сериалах — Закон и порядок (Law & Order), Закон и порядок: Преступное намерение (Law & Order: Criminal Intent), Убойный отдел (Homicide: Life on the Street), Федералы (Feds) и Красавцы (Entourage). В медицинской драме телекомпании ABC Анатомия страсти Моника появилась в одном из эпизодов второго сезона под названием «Внутри тебя как в поезде» в роли Бонни Крэснофф, пациентки, которая получила множественные увечья в аварии поезда. Позже этот персонаж вновь появится в третьем сезоне сериала в эпизоде «Это какое-то чудо».
В 2010 году Моника Кина сыграла роль Мэдди Кертис в фильме режиссёра Адама Гираша Ночь демонов, ремейке одноимённого фильма 1988 года. Фильм не выходил в широкий кинопрокат, а был сразу выпущен на DVD.
В 2012 году актриса наряду с Линдси Лохан сыграла одну из ролей в фильме Девушки Мэнсона, посвященном Чарльзу Мэнсону и его так называемой Manson Family.

## Фильмография
| Год  | Русское название                            | Оригинальное название                    | Роль                     | Примечания                      |
| ---- | ------------------------------------------- | ---------------------------------------- | ------------------------ | ------------------------------- |
| 1994 | Выполненное обещание: История Оксаны Баюл   | A Promise Kept: The Oksana Baiul Story   | Оксана Баюл              | телевизионный фильм             |
| 1995 | Пока ты спал                                | While You Were Sleeping                  | Мэри Каллахан            |                                 |
| 1996 | Зрелость                                    | Ripe                                     | Виолетта                 |                                 |
| 1997 | Белоснежка: Страшная сказка                 | Snow White: A Tale of Terror             | Лилиана Хоффман          | телевизионный фильм             |
| 1997 | Адвокат дьявола                             | The Devil’s Advocate                     | Алессандра Каллен        |                                 |
| 1998 | Волосатая птица (Заговор проказниц)         | The Hairy Bird                           | Тина Паркер              | AKA «Strike!», «All I Wanna Do» |
| 1999 | Первая дочь                                 | First Daughter                           | Джесс Хэйс               | телевизионный фильм             |
| 2000 | Потомки обезьян                             | The Simian Line                          | Марта                    |                                 |
| 2000 | Преступление и наказание по-американски     | Crime and Punishment in Suburbia         | Розанна Сколник          |                                 |
| 2002 | Страна чудаков                              | Orange County                            | Гретхен                  |                                 |
| 2003 | Фредди против Джейсона                      | Freddy vs. Jason                         | Лори Кэмпбелл            |                                 |
| 2005 | Плохие девчонки из высокой долины           | Bad Girls from Valley High               | Брук                     |                                 |
| 2005 | Крутой и цыпочки                            | Man of the House                         | Эви                      |                                 |
| 2005 | Определитель                                | Long Distance                            | Николь Фриман            |                                 |
| 2006 | 50 таблеток                                 | Fifty Pills                              | Петуния                  |                                 |
| 2006 | Пенный эффект                               | The Lather Effect                        | Горячая девушка #1       |                                 |
| 2006 | Забытая во тьме                             | Left in Darkness                         | Селия                    | видео                           |
| 2006 | Все, что она хочет на Рождество             | All She Wants for Christmas              | Джудит 'Ноэль' Данн      | телевизионный фильм             |
| 2007 | Законы Бруклина                             | Brooklyn Rules                           | Эми                      |                                 |
| 2008 | Под кайфом                                  | Loaded                                   | Брук                     |                                 |
| 2008 | Корпоративные делишки                       | Corporate Affairs                        | Снежный цапля            |                                 |
| 2008 | Круг избранных                              | The Narrows                              | Джина Абруцци            |                                 |
| 2010 | Ночь демонов                                | Night of the Demons                      | Мэдди Кертис             | сразу на DVD                    |
| 2010 | Пережитки прошлого                          | Remnants                                 | Элизабет                 |                                 |
| 2010 | Не спать тебе никогда: Наследие улицы Вязов | Never Sleep Again: The Elm Street Legacy | играет саму себя         | видео                           |
| 2012 | Девушки Мэнсона                             | Manson Girls                             | Линетт 'Скрипучая' Фромм |                                 |
| 2013 | Карма                                       | Karma                                    |                          |                                 |

| Год  | Русское название                      | Оригинальное название          | Роль                                        | Примечания                                                                            |
| ---- | ------------------------------------- | ------------------------------ | ------------------------------------------- | ------------------------------------------------------------------------------------- |
| 1995 | Закон и порядок                       | Law & Order                    | Кори Рассел                                 | Эпизод: «Исполнение»                                                                  |
| 1997 | Федералы                              | Feds                           | Тина Уолтерс                                | Эпизод: «Кто-то лжет»                                                                 |
| 1997 | Убойный отдел                         | Homicide: Life on the Street   | Билли Рейдер                                | Эпизод: «Дважды слепой»                                                               |
| 1998 | Бухта Доусона                         | Dawson’s Creek                 | Эбби Морган                                 | 14 эпизодов (1998—1999)                                                               |
| 2001 | Неопределившиеся                      | Undeclared                     | Рэйчел Линдквист                            | 17 эпизодов (2001—2003)                                                               |
| 2003 | Царь горы                             | King of the Hill               | Рэйн / Мария (голос) Бекки / Бармен (голос) | Эпизод: «Я никогда не обещал вам органического сада» Эпизод: «Ночь и Божество»        |
| 2004 | Красавцы                              | Entourage                      | Кристен                                     | 6 эпизодов (2004—2005)                                                                |
| 2005 | Закон и порядок: Преступное намерение | Law & Order: Criminal Intent   | Беатрис Онорато Мэйлер                      | Эпизод: «Смерть Роу»                                                                  |
| 2005 | Анатомия страсти                      | Grey’s Anatomy                 | Бонни Крэснофф                              | Эпизод: «Внутри тебя как в поезде»                                                    |
| 2005 | Я обожаю 80-е 3-D                     | I Love the 80’s 3-D            | играет саму себя                            |                                                                                       |
| 2006 | Без следа                             | Without a Trace                | Хайди Пейтон                                | Эпизод: «Больше чем это»                                                              |
| 2006 | Ищейка                                | The Closer                     | Дебби Шрайнер                               |                                                                                       |
| 2006 | C.S.I.: Место преступления            | CSI: Crime Scene Investigation | Мадлен                                      | Эпизод: «Создан убивать, Часть 2»                                                     |
| 2007 | Анатомия страсти                      | Grey’s Anatomy                 | Бонни Крэснофф                              | Эпизод: «Это какое-то чудо»                                                           |
| 2007 | Говорящая с призраками                | Ghost Whisperer                | Холли Ньюман                                | Эпизод: «Дежавю»                                                                      |
| 2009 | Робоцып                               | Robot Chicken                  | Исполнитель / женщина (голос)               | Эпизод: «Председатель КНР Ху запрещает»                                               |
| 2009 | Касл                                  | Castle                         | Шарлин Мак-Канн                             |                                                                                       |
| 2010 | Частная практика                      | Private Practice               | Кайла                                       | Эпизод: «Треугольники» Эпизод: «Закручивание гаек» Эпизод: «Широко открытыми глазами» |